# Jackie Tonawanda
Jackie Tonawanda   (comtat de Suffolk, 4 de setembre de 1933 - 9 de juny de 2009) també coneguda com a Lady Ali o Female Ali és com va ser coneguda la boxejadora nord-americana Jean Jamison o Jean Garrett considerada una pionera en l'accés de les dones a aquest esport. Tot i això, algunes fons consideren que la seva història és parcialment inventada

## Biografia
Es tenen poques dades de la seva vida abans de 1975, quan Tonawanda va entrar a l'esfera pública en denunciar la Comissió Atlètica de l'Estat de Nova York (NYSAC) per negar-li una llicència professional de boxa pel fet de ser dona. El tribunal va donar la raó a Tonawanda però no va anul·lar la llei de Nova York contra la boxa femenina.
Arrel d'aquest cas, el 1977, la boxadora Cathy Davis també va demandar la Comissió Atlètica aconseguint un resultat semblant a més de l'anul·lació per decisió judicial de la regla de l'estat de Nova York que deia: "Cap dona pot tenir llicència com a boxejada o per competir en cap exhibició de lluita lliure amb homes".
Anteriorment a aquests casos Tonawanda assegurava haver lluitat en combats no reglats, tant amb dones com homes, des de la seva adolescència i haver obtingut nombroses victòries.
El 1979, just abans de retirar-se amb 46 anys, va participar en el seu primer combat oficial en la categoria femenina de boxa contra Diane Clark, resultant aquesta segona victoriosa. Les dades oficials de la seva participació en combats reglats de boxa és de Zero victòries i una derrota.
El 8 de juny de 1975, Tonawanda va participar en un torneig d'arts marcials mixtes celebrat al Madison Square Garden, on va lluitar contra el kickboxer Larry Rodania, noquejant-lo al principi de la segona ronda i esdevenint la primera dona a boxejar en aquell escenari
Va dedicar la resta de la seva vida a fer xerrades educatives i motivacionals fins que el 9 de juny de 2009, Tonawanda va morir de càncer de còlon a l'Hospital Mount Sinai de Harlem.